# Сары-Добо

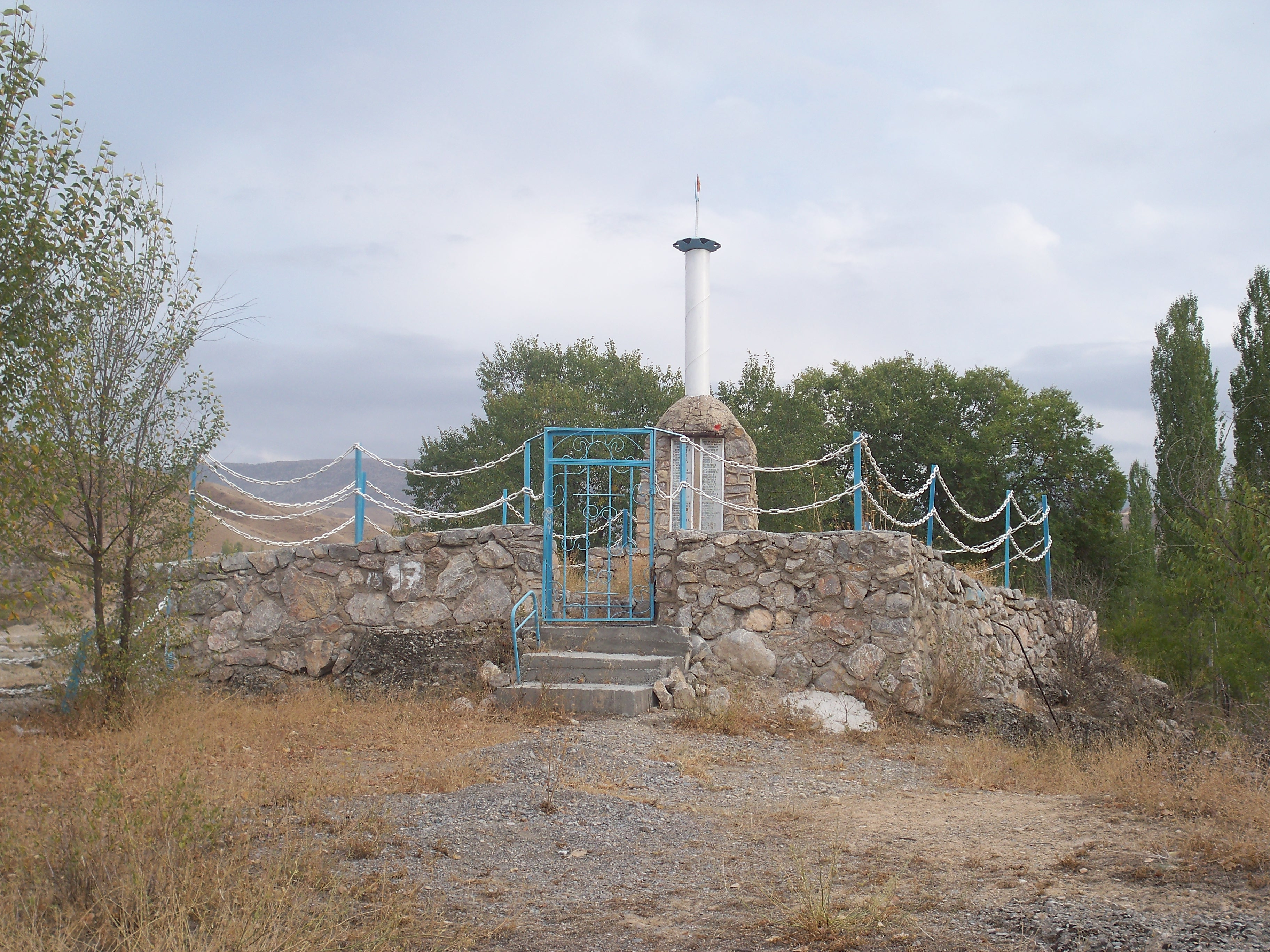
Памятник погибшим в годы Великой Отечественной войны

Сары-Добо (кирг. Сары-Добо) (другие названия — Коммуна, Майдан) — село в Лейлекском районе Баткенской области Кыргызстана. Входит в состав Сумбулинского аильного округа.

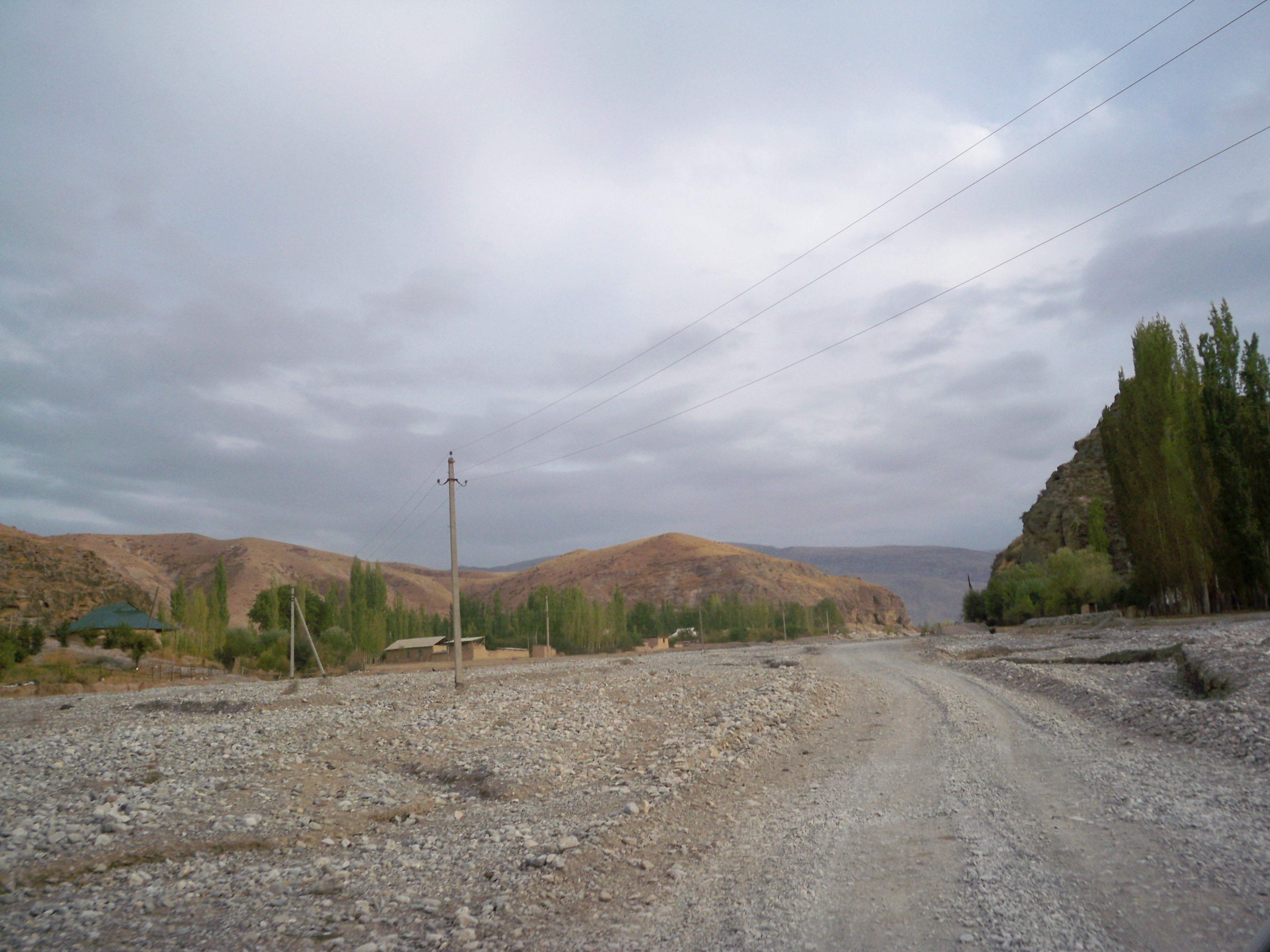

Расположено в юго-западной части Кыргызстана.
Согласно переписи 2009 года, население села составляло 1739 человек. Село находится в зоне возможной активизации селевых потоков.